# Micromus formosanus
Micromus formosanus is een insect uit de familie van de bruine gaasvliegen (Hemerobiidae), die tot de orde netvleugeligen (Neuroptera) behoort. 
Micromus formosanus is voor het eerst wetenschappelijk beschreven door Krüger in 1922.